# Little Compton (Rhode Island)
Little Compton es un pueblo ubicado en el condado de Newport en el estado estadounidense de Rhode Island. En el año 2000 tenía una población de 3,593 habitantes y una densidad poblacional de 66.5 personas por km².

## Geografía
Little Compton se encuentra ubicado en las coordenadas 42°30′36″N 71°10′16″O / 42.51000, -71.17111. Según la Oficina del Censo, la ciudad tiene un área total de 74,9 km² (28,9 mi²), de la cual 54,1 km² (20,9 mi²) es tierra y 20,8 km² (8 mi²) (27.79%) es agua.

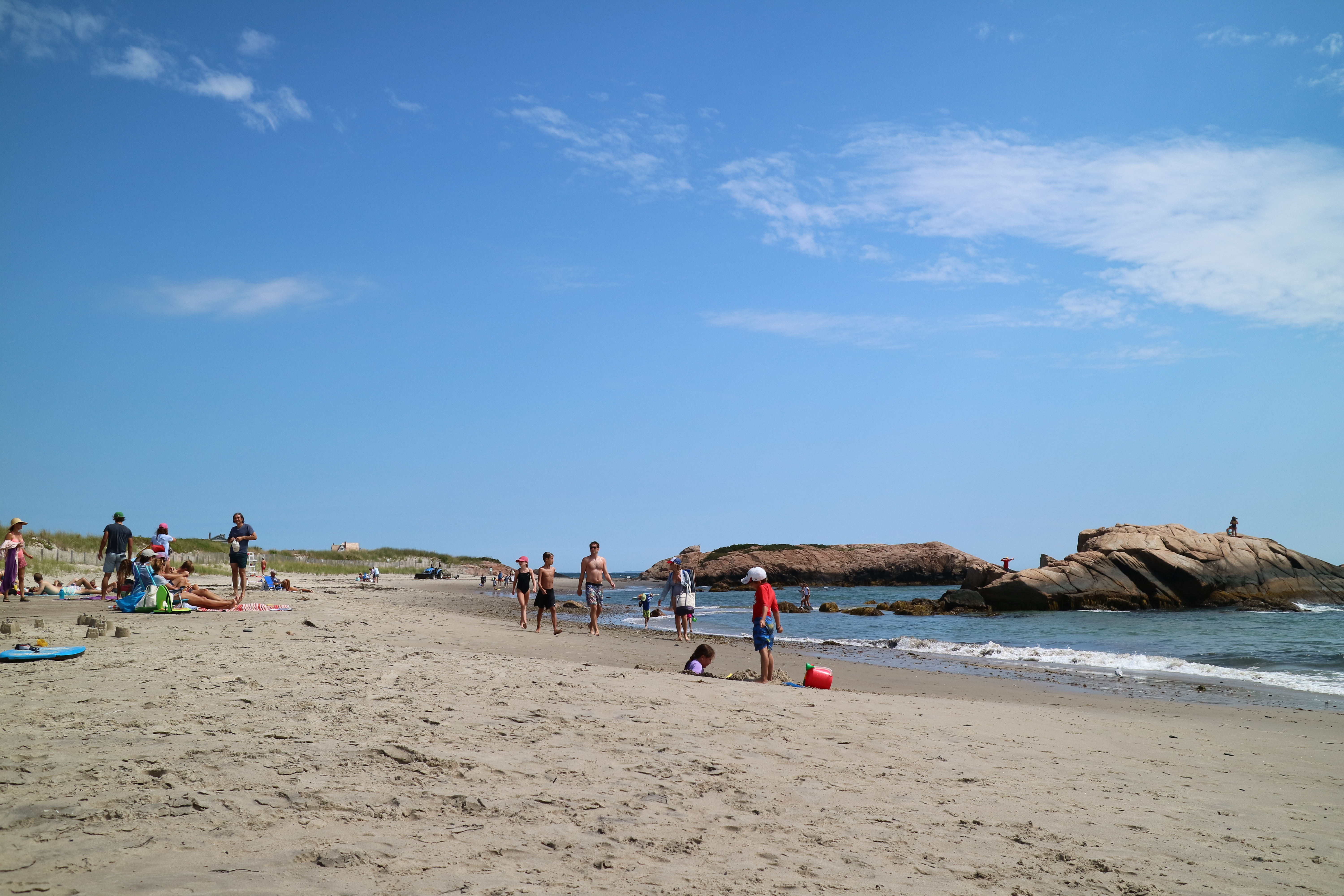
Tappens Playa
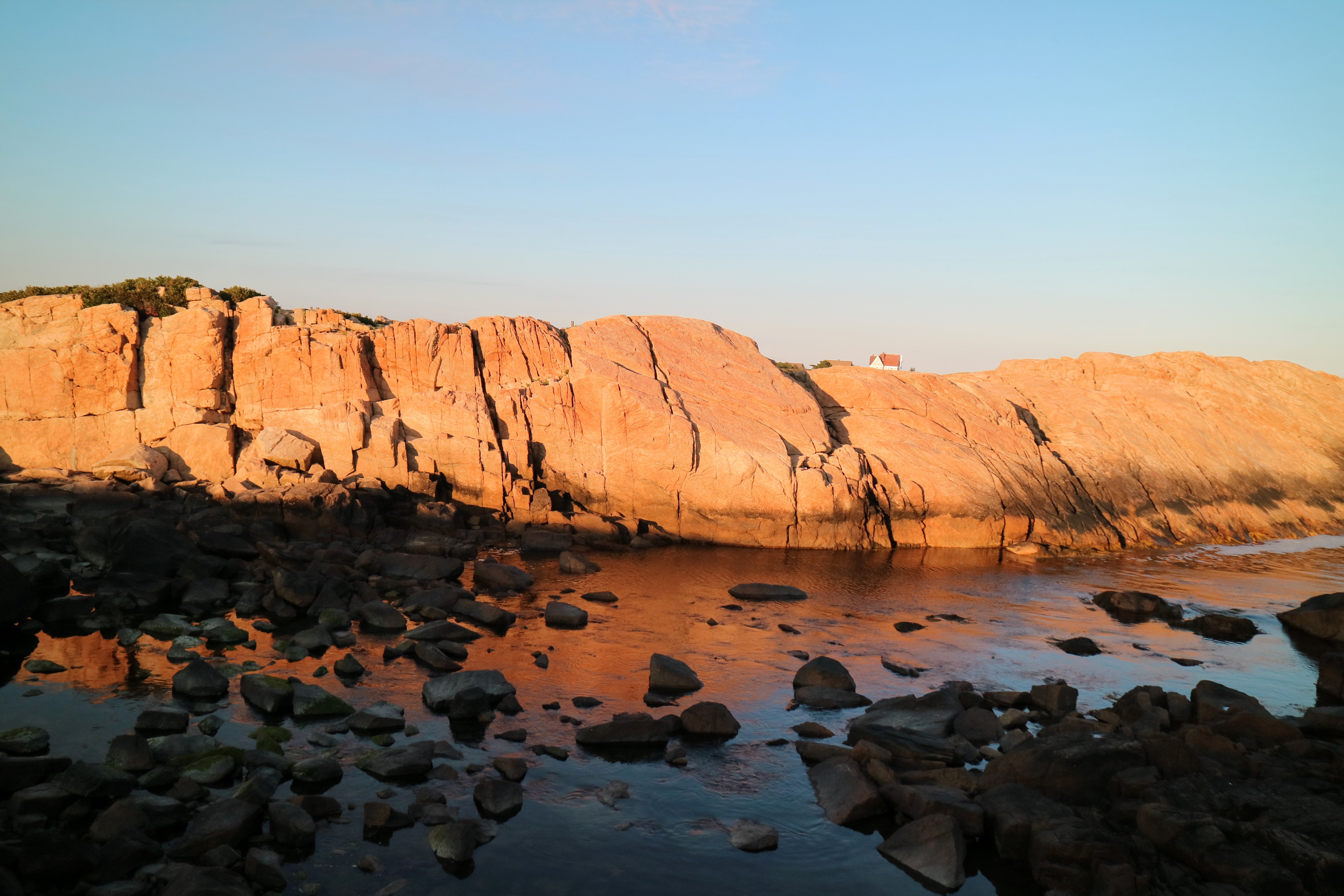
Acantilados en Tappens Beach
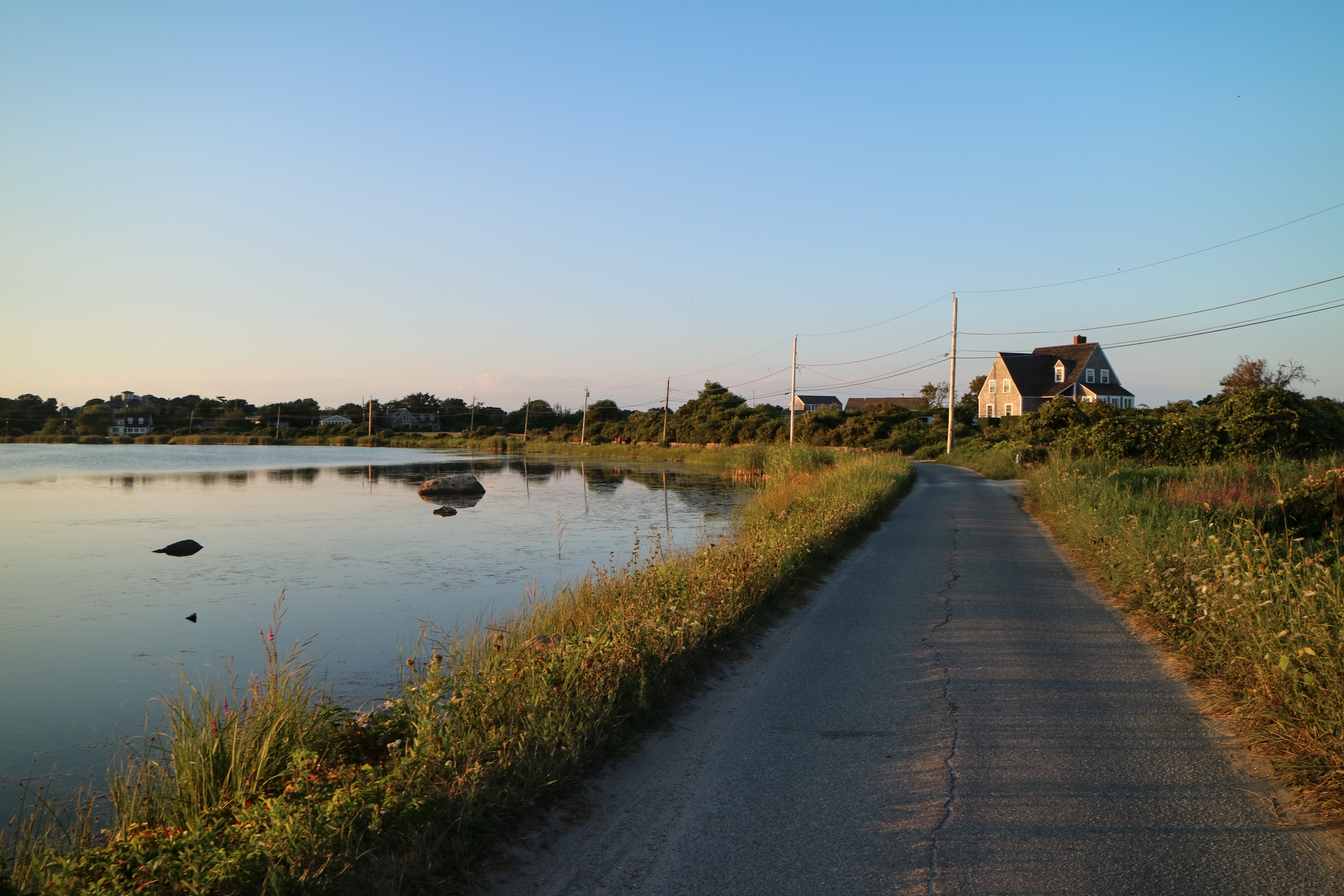
Ronda camino de la charca

## Demografía
Según la Oficina del Censo en 2000 los ingresos medios por hogar en la localidad eran de $55,368, y los ingresos medios por familia eran $62,750. Los hombres tenían unos ingresos medios de $43,199 frente a los $28,676 para las mujeres. La renta per cápita para la localidad era de $32,513. Alrededor del 3.7% de la población estaban por debajo del umbral de pobreza.